# Oricopis umbrosus
Oricopis umbrosus là một loài bọ cánh cứng trong họ Cerambycidae.